# دایم باکس (تگزاس)
دایم باکس، تگزاس(به انگلیسی: Dime Box, Texas) شهری در ایالت تگزاس از ایالات جنوبی ایالات متحده آمریکا است.